# Unai Elorriaga (écrivain)
Cet article concerne l'écrivain. Pour l'article sur le coureur cycliste, voir Unai Elorriaga.
Œuvres principales
- SPrako tranbia (Roman, 2001)
- Vredaman (Roman, 2005)

Unai Elorriaga (nom complet Unai Elorriaga López de Letona) est un écrivain espagnol de langue basque. Il est né à Bilbao le 14 février 1973. Il a publié cinq romans, des pièces de théâtre, trois ouvrages de littérature d'enfance et de jeunesse et plusieurs traductions.

## Biographie
Il habite à Algorta, un quartier de Getxo, en Biscaye. Il a une licence en Philosophie et Lettres de l'Université de Deusto avec une spécialité en philologie basque. Il est traducteur autant qu'écrivain.
Son premier roman, SPrako tranbia, écrit en basque et publiée en 2001 par Elkar, lui vaut le Prix national de littérature narrative (Espagne) 2002. Il est le second écrivain basque à remporter ce prix, après Bernardo Atxaga en 1989. En 2010 il reçoit le Prix littéraire international du NEA décerné par le gouvernement des États-Unis. 
En 2015, son dernier roman, Iazko hezurrak (Les os de l'année dernière), lui vaut le Prix national de la critique pour narrative en basque. Il a aussi été finaliste du Prix national de littérature narrative (Espagne) et du Prix Euskadi. Ses romans ont été notamment traduits en italien, anglais, allemand, catalan et russe. Il écrit aussi des articles pour des journaux espagnols et basques.
Il a été professeur et conférencier dans des universités de plusieurs pays : Université d'Oxford, Université de Georgetown, Université du Pays Basque, Université de Dublin, Université d'Aberdeen et l'École normale supérieure de Lyon.

## Œuvres

### Romans
- SPrako tranbia, Elkar (2001). Titre espagnol Un tranvía en SP, Alfaguara. Titre italien Un tram a sp, Gran via. Titre allemand Lucas oder Der Himmel über Nepal, Schöffling. Titre serbe Tramvaj za S.P., Samizdat B92. Titre estonien Tramm Šiša Pangmale, Loomingu Raamatukogu.
- Van't Hoffen ilea, Elkar (2003). Titre espagnol El pelo de Van't Hoff, Alfaguara. Titre galicien O pelo de Van't Hoff, Galaxia.
- Vredaman, Elkar 2005. Titre espagnol Vredaman, Alfaguara. Titre italien Le piante per esempio non bevono caffelatte, Gran via. Titre anglais Plants don't drink coffee, Archipelago books.
- Londres kartoizkoa da, Elkar 2009. Titre espagnol Londres es de cartón, Alfaguara
- Iazko hezurrak, Susa 2014.

### Théatre
- Doministiku egin dute arrainek / Y los peces estornudaron, Letranómada (2008). Publié en Argentine.

### Ouvrages de littérature d'enfance et de jeunesse
- Matxinsaltoen belarriak, Elkar (2006). Titre espagnol Las orejas de los saltamontes, Alfaguara.
- Zizili, Elkar (2012).
- 107 kiwi, Elkar (2015).

### Essai
- Literatur ideia batzuk, Labayru (2001).

### Traductions
- Nogueira doktorearen laborategia. Traduction en basque du livre d'Agustín Fernández Paz O laboratorio do doutor Nogueira. Elkar (2000).
- Etorkizunik ez. Traduction en basque de l'œuvre de Marilar Aleixandre. Elkar (2001).
- Artzapezpikuaren bisita. Traduction en basque du livre de Ádám Bodor Az érsek látogatása. Elkar (2011).

## Adaptation au cinéma
- 2008 : Un poco de chocolate, film espagnol réalisé par Aitzol Aramaio, adaptation du roman SPrako tranbia